# Harsul
Harsul es una ciudad censal situada en el distrito de Aurangabad en el estado de Maharashtra (India). Su población es de 4979 habitantes (2011). Se encuentra a 31 km de Aurangabad.

## Demografía
Según el censo de 2011 la población de Harsul era de 4979 habitantes, de los cuales 2504 eran hombres y 2475 eran mujeres. Harsul tiene una tasa media de alfabetización del 84,95%, superior a la media estatal del 82,34%: la alfabetización masculina es del 91,97%, y la alfabetización femenina del 77,87%.